# 佐倉凛
佐倉 凛（さくら りん）は日本の女性声優。主にアダルトゲームに声をあてている。

## 出演
太字は主役・メインキャラクター。

### ゲーム

#### 1999年
- 蜘蛛使い（稲杜綾乃）
- 絶望〜青い果実の散花〜（兼田絵理、敦井湧）
- 持ち物検査（鮎川潮）
- Ribbon2（萩綾乃）

#### 2000年
- 発情カルテ〜緋色の陵辱肉玩具〜（真純）
- 養父（大樹灰音）

#### 2001年
- お姫さまだっこ〜天使にオシオキ〜（リネア・ブルーシェア）
- 恋愛CHU! -彼女のヒミツはオトコのコ?-（樋口若菜、藤森温子）

#### 2002年
- DarkAges －朝の来ない場所－（美姫牝畜、悶え啼く）（エルル、ヴェルル）

#### 2003年
- Another Green World（綺堂ゆら）
- 穴人形（千歳樹里）
- ななみとこのみのおしえてA・B・C（西村ななみ）
- 魔法のミルクティーにお願い（マリーシア・ハミルトン、ハミング・ハミルン）
- 恋愛CHU! ハッピーパーフェクト（樋口若菜、藤森温子）

#### 2004年
- SlowStep 初めての恋愛（菊地さや）
- 友達以上恋人未満（シャモン）
- はなマルッ!（桜坂椿、紅葉）[1]

#### 2005年
- 淫妖蟲〜凌触学園退魔録〜（香山水依、紅葉、桜坂椿）[2]
- 種をつける男（アリス・フェアチャイルド）[3]
- はじめてのおてつだい
- 放課後激写倶楽部 〜淫欲のモチーフ〜（加納利奈）[4]

#### 2006年
- 淫妖蟲 蝕〜凌触島退魔録〜（香山水依）[5]
- SNOW 〜Plus Edition〜（シャモン）
- めいどさん☆すぴりっつ! 〜わたしの中にいるあなた〜（フィエナ）[6]